# Stelle principali della costellazione della Vergine
Segue un prospetto delle stelle principali della costellazione della Vergine, elencate per magnitudine decrescente.